# Higashisonogi
Higashisonogi (東彼杵町, Higashisonogi-chō) est un bourg japonais situé dans la préfecture de Nagasaki.

## Géographie

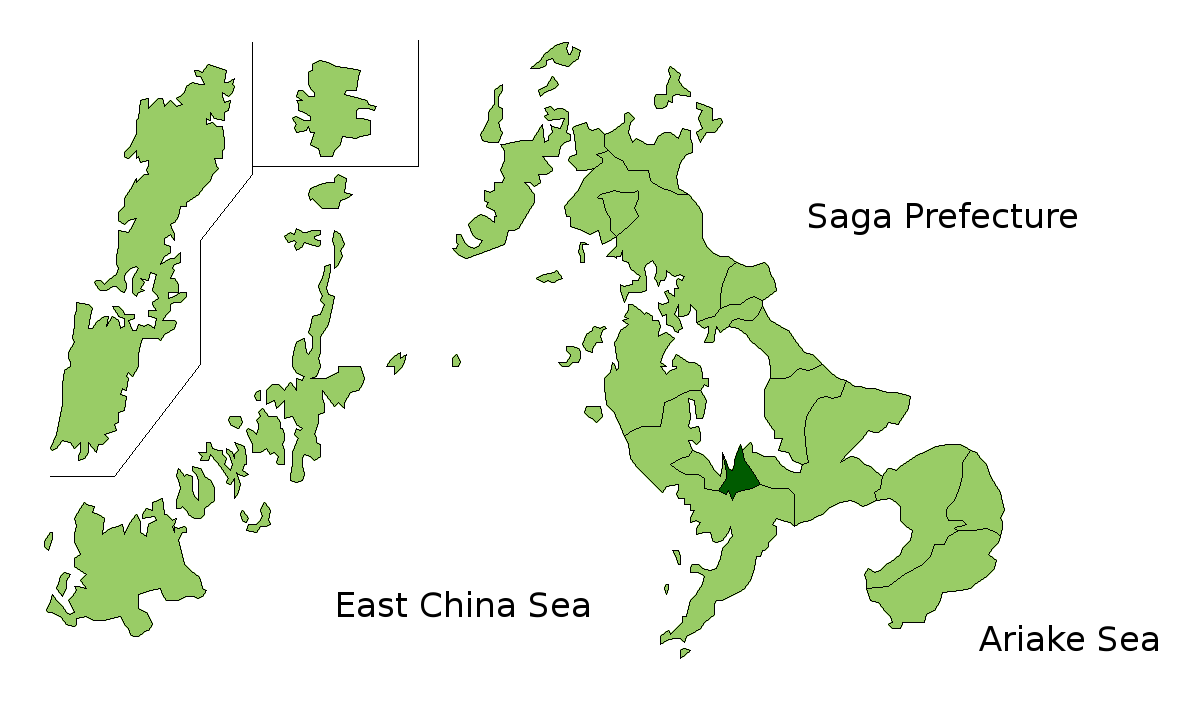
Higashisonogi dans la préfecture de Nagasaki.

### Démographie
En 2009, le bourg de Higashisonogi avait une population estimée à 9 219 habitants répartis sur une superficie de 74,25 km2 (densité de population de 124 hab./km2).